# James Thompson (nadador)
James Gilmour Thompson (Dundee, Reino Unido, 20 de enero de 1906-26 de enero de 1966) fue un nadador canadiense de origen británico especializado en pruebas de estilo libre, donde consiguió ser medallista de bronce olímpico en 1928 en los 4x200 metros.

## Carrera deportiva
En los Juegos Olímpicos de Ámsterdam 1928 ganó la medalla de bronce en los relevos de 4x200 metros estilo libre, con un tiempo 9:47.8 segundos), tras Estados Unidos (oro) y Japón (plata); sus compañeros de equipo fueron los nadadores: Garnet Ault, Munroe Bourne y Walter Spence.